# Wim Vonk
Wilhelmus (Wim) Vonk (1950) is een Nederlandse beeldend kunstenaar. Hij was van 1980 tot 1989 initiatiefnemer van het kunstenaarsinitiatief Schottenburch in Amsterdam aan de Kromboomssloot.

## Biografie
Vonk volgde de opleiding aan Rietveld Academie, waar hij in 1972 afstudeerde. Hij heeft tijdens zijn studie één jaar grafiek gestudeerd aan de Kungliga Akademien för de Fria Konsterna in Stockholm. Van 1981 tot 2012 was hij docent aan de Gerrit Rietveld Academie, afdelingen tekenen, grafiek en schilderen, textiel en illustratie. Van 1987-1997 was hij coördinator van de PT teken- en schilderafdeling. Hij was ook initiatiefnemer van de uitwisseling met de University of Hertforshire (Graham Boyd en David Seaton), de University of Middlesborough (Phil Gatenby) en de Royal Academy in Madrid (Professor Carmen Garrido). Tevens richtte hij het Tekenlab op in samenwerking met Het Harde Potlood.

## Werk
Wim Vonk was samen met Marja van Putten assistent voor de beelden van Armando van 2005-2015. Hij had een solo-expositie in Ruigoord (2010), CBK Amsterdam - Ontroerwoud (2016) en Ostrale Dresden samen met Stef Fridael (2018-2019). Zijn werk bevindt zich in de verzameling van particulieren, Monumentenzorg, Stadsarchief en Stedelijk Museum Amsterdam. Zijn atelier bevindt zich in Abcoude